# 2025年香港議會選舉
2025年香港議會選舉在2025年5月5日至30日間舉行，以選出香港议会首屆共35席議員。原先投票訂於3月30日，但後延長報名至4月而投票日順延。

## 背景
香港议会由流亡海外的香港人籌辦，選舉籌備委員會何良懋稱，中華人民共和國剝奪了香港人的選舉權，故他希望創建議會為海外香港人發聲。

## 選舉制度
此次選舉預計將於2025年5月5至30日之間以線上方式舉行。投票原定於3月30日開始，但因提名期延長一個月，因此延後投票日期。
香港議會將設有35席議員，若候選人不足35人，議席數將為候選人數的五分之四，以避免同額競選及自動當選。
合資格選民須年滿十六歲，並於香港出生或曾在港居住逾七年，或為符合上述條件者的子女。選民需透過手機使用線上投票系統時，出示護照或其他身份證明文件以核實身份。然而，香港政府已將「香港議會」定調為顛覆性組織，此舉引發選民對人身安全的憂慮。

## 选举结果

选举后党派布局

是次选举共取得15,702張有效票，共有15名候选人当选为本届香港议会议员，不过由于其中5人拒絕宣誓，最终履职议员只有10名，且均遭到香港特别行政区官方通缉。
| 編號 | 候選人 | 所在地 | 政治聯繫                 | 票數  | 當選     | 宣誓     |
| ---- | ------ | ------ | ------------------------ | ----- | -------- | -------- |
| 1    | 梁啟駿 | 美國   |                          | 877   | 當選     | 拒絕     |
| 2    | 錢寶芬 | 英國   | 旺角鳩嗚團               | 969   | 當選     | 宣誓     |
| 3    | 姜嘉偉 | 加拿大 | 香港民主建國聯盟         | 1,171 | 當選     | 宣誓     |
| 4    | 林斌   | 澳洲   |                          | 1,093 | 當選     | 拒絕     |
| 5    | 黃振華 | 台灣   | 香港民主建國聯盟         | 895   | 當選     | 宣誓     |
| 6    | 張信燕 | 泰國   |                          | 933   | 當選     | 宣誓     |
| 7    | 林千淦 | 加拿大 | 香港民主建國聯盟         | 734   | 當選     | 宣誓     |
| 8    | 夏海俊 | 台灣   | 支聯會                   | 792   | 當選     | 宣誓     |
| 9    | 歐永康 | 台灣   | 香港民主建國聯盟(已退黨) | 866   | 當選     | 拒絕     |
| 10   | 岑偉強 | 英國   |                          | 0     | 取消資格 | 取消資格 |
| 11   | 陳天佑 | 紐西蘭 |                          | 0     | 退選     | 退選     |
| 12   | 施樂賢 | 台灣   | 香港民主建國聯盟(已退黨) | 0     | 退選     | 退選     |
| 13   | 何永友 | 英國   |                          | 1,049 | 當選     | 宣誓     |
| 14   | 朱嘉祺 | 台灣   | 香港民主建國聯盟(已退黨) | 870   | 當選     | 拒絕     |
| 15   | 侯中宇 | 台灣   | 香港民主建國聯盟(已退黨) | 804   | 當選     | 宣誓     |
| 16   | 何文昌 | 澳洲   |                          | 0     | 退選     | 退選     |
| 17   | 黃修和 | 澳洲   | 香港民族黨               | 692   | 當選     | 宣誓     |
| 18   | 吳文君 | 台灣   | 香港民主建國聯盟         | 1,005 | 當選     | 宣誓     |
| 19   | 方立言 | 美國   | 體政社                   | 890   | 當選     | 拒絕     |
| 20   | 曾偉藩 | 英國   |                          | 0     | 退選     | 退選     |

資料來源：香港議會官方網頁